# Нові Серославиці
Нові Серославиці (пол. Nowe Sierosławice) — село в Польщі, у гміні Конське Конецького повіту Свентокшиського воєводства.
У 1975-1998 роках село належало до Келецького воєводства.